# Pokal Slovenije 1998/99
Der Pokal Slovenije 1998/99 war die achte Austragung des slowenischen Fußballpokalwettbewerbs der Herren. Pokalsieger wurde der NK Maribor Teatanic, der sich in den beiden Finalspielen gegen den NK Olimpija Ljubljana durchsetzte.
Da Maribor durch den Meistertitel bereits für Champions League qualifiziert war, ging der Startplatz für den UEFA-Pokal 1999/2000 an den unterlegenen Finalisten.

## Modus
In den ersten beiden Runden wurde der Sieger in einem Spiel ermittelt. Stand es nach der regulären Spielzeit von 90 Minuten unentschieden, wurde eine Verlängerung von 2 × 15 Minuten gespielt. Stand es danach immer noch unentschieden wurde der Sieger im Elfmeterschießen ermittelt. Ab dem Viertelfinale wurden die Begegnungen in Hin- und Rückspiel ausgetragen. Bei Torgleichheit entschied zunächst die Auswärtstorregel.

## Teilnehmer
| Nogometna Liga 1997/98       |
| ---------------------------- |
| NK Primorje Ajdovščina       |
| ND Petrošnik Beltinci        |
| NK Protonavto Publikum Celje |
| ND HIT Gorica                |
| NK Olimpija Ljubljana        |
| NK Maribor Teatanic          |
| NK Mura                      |
| NK Korotan Prevalje          |
| NK Rudar Velenje             |
| NK Slavija Vevče             |

| Sieger des Regionalpokals | Sieger des Regionalpokals                      |
| ------------------------- | ---------------------------------------------- |
| MNZ Celje                 | NK Šoštanj, NK Šmartno ob Paki                 |
| MNZ Koper                 | NK Tabor Sežana, NK Jadran Hrpelje-Kozina      |
| MNZG Kranj                | NK Triglav Kranj, NK Zarica Kranj              |
| MNZ Lendava               | NK Nafta Lendava, NK Turnišče                  |
| MNZ Ljubljana             | NK Ivančna Gorica, NK Kolpa, BS Tehnik Domžale |
| MNZ Maribor               | NK Pobrežje, NK Paloma Sladki Vrh, NK Rogoza   |
| MNZ Murska Sobota         | NK Veržej, NK Goričanka Rogašovci, ŠD Ižakovci |
| MNZ Nova Gorica           | NK Goriške Opekarne, NK Brda Dobrovo           |
| MNZ Ptuj                  | NK Drava Ptuj, NK Aluminij, ŠD Dornava         |

## 1. Runde
|                              | Ergebnis  |                        |
| ---------------------------- | --------- | ---------------------- |
| NK Šmartno ob Paki           | 2:0       | NK Korotan Prevalje    |
| NK Rogoza                    | 2:4       | ND Petrošnik Beltinci  |
| NK Slavija Vevče             | 0:1       | NK Olimpija Ljubljana  |
| NK Jadran Hrpelje-Kozina     | 0:3       | NK Maribor Teatanic    |
| NK Pobrežje                  | 0:4       | NK Primorje Ajdovščina |
| NK Kolpa                     | 3:4 n. V. | NK Rudar Velenje       |
| NK Ivančna Gorica            | 0:2       | NK Triglav Kranj       |
| NK Protonavto Publikum Celje | 1:0       | BS Tehnik Domžale      |
| ŠD Ižakovci                  | 0:6       | NK Nafta Lendava       |
| NK Aluminij                  | 2:0       | NK Brda Dobrovo        |
| NK Tabor Sežana              | 6:0       | NK Turnišče            |
| NK Zarica Kranj              | 1:3       | NK Goriške Opekarne    |
| NK Drava Ptuj                | 0:1       | NK Paloma Sladki Vrh   |
| NK Goričanka Rogašovci       | 3:0       | ŠD Dornava             |
| ND HIT Gorica                | 2:3       | NK Mura                |
| NK Veržej                    | 5:3 n. V. | NK Šoštanj             |

## Achtelfinale
|                        | Ergebnis  |                              |
| ---------------------- | --------- | ---------------------------- |
| NK Tabor Sežana        | 1:2       | NK Maribor Teatanic          |
| NK Goričanka Rogašovci | 0:6       | NK Olimpija Ljubljana        |
| NK Goriške Opekarne    | 1:0       | NK Protonavto Publikum Celje |
| NK Triglav Kranj       | 1:2       | NK Rudar Velenje             |
| NK Mura                | 5:2       | ND Petrošnik Beltinci        |
| NK Veržej              | 0:7       | NK Paloma Sladki Vrh         |
| NK Aluminij            | 0:2 n. V. | NK Nafta Lendava             |
| NK Šmartno ob Paki     | 4:2 n. V. | NK Primorje Ajdovščina       |

## Viertelfinale
|                     | Gesamt |                       | Hinspiel | Rückspiel |
| ------------------- | ------ | --------------------- | -------- | --------- |
| NK Nafta Lendava    | 1:4    | NK Mura               | 0:3      | 1:1       |
| NK Maribor Teatanic | 3:2    | NK Rudar Velenje      | 1:0      | 2:2       |
| NK Šmartno ob Paki  | 5:1    | NK Paloma Sladki Vrh  | 3:0      | 2:1       |
| NK Goriške Opekarne | 1:8    | NK Olimpija Ljubljana | 1:2      | 0:6       |

## Halbfinale
|                       | Gesamt |                    | Hinspiel | Rückspiel |
| --------------------- | ------ | ------------------ | -------- | --------- |
| NK Olimpija Ljubljana | 2:1    | NK Šmartno ob Paki | 1:1      | 1:0       |
| NK Maribor Teatanic   | 5:2    | NK Mura            | 3:1      | 2:1       |

## Finale

### Hinspiel
| Paarung        | NK Olimpija Ljubljana – NK Maribor Teatanic                                                                               |
| Ergebnis       | 2:3 (0:0) |
| Datum          | 26. Mai 1999 |
| Stadion        | Bežigrad-Stadion, Ljubljana                                                                                               |
| Zuschauer      | 1.000 |
| Schiedsrichter | Ivan Žunič |
| Tore           | 1:0 Nihad Pejković (47.) 2:0 Edis Čaušević (52.) 2:1 Dejan Djuranovič (61.) 2:2 Kliton Bozgo (65.) 2:3 Kliton Bozgo (83.) |

### Rückspiel
| Paarung        | NK Maribor Teatanic – NK Olimpija Ljubljana       |
| Ergebnis       | 3:0 (1:0)                                         |
| Datum          | 16. Juni 1999                                     |
| Stadion        | Stadion Ljudski vrt, Maribor                      |
| Zuschauer      | 2.000                                             |
| Schiedsrichter | Milan Mitrovič                                    |
| Tore           | 1:0 Dalibor Filipović (38.) 2:0 Goran Jolič (82.) |